# Þórir Grímsson
Þórir Grímsson (n. 890) também conhecido pelo seu apelido Sel-Þórir (Sel-Thorir) foi um víquingue de Rogaland, Noruega, que emigrou para a Islândia, onde estabeleceu um assentamento em Ljósavatn, Suður-Þingeyjarsýsla. Foi o primeiro goði do clã familiar dos Rauðmelingar. O seu filho Þorkell Þórisson (n. 922) é um dos personagens da saga de Finnboga ramma, e viria a ser pai de Þorgeir Ljósvetningagoði.